# Conseil national du Parti national fasciste
En Italie, le Conseil national du Parti national fasciste a été l'un des organes principaux du parti de Benito Mussolini, composée de ses plus hauts hiérarques, et les dirigeants des organisations associées,,.

## Structure
Lors de sa constitution, le Parti national fasciste, dès 1922,, conformément à l'article 17 des statuts approuvés par le Grand Conseil du fascisme, dans sa séance du 12 novembre 1932, le Conseil national est présidé par le Secrétaire du Parti national fasciste. Font aussi partie du conseil:
- les membres de la Direction nationale du Parti national fasciste ;
- les inspecteurs du Parti national fasciste ;
- les secrétaires fédéraux du Parti national fasciste ;
- le Secrétaire, le Secrétaire adjoint et deux inspecteurs  des italiens à l'étranger ;
- le président de l'Association des fascistes, les familles des disparus, des invalides et blessés de la Révolution ;
- les curateurs nationaux des Associations fascistes de l'école, du secteur public, de l'emploi des travailleurs des chemins de fer de l'État, de la poste, et les employés des entreprises de l’État ;
- les présidents de l'Institut National de la culture Fasciste, de l'Œuvre nationale du temps libre, le Comité Olympique National italien, l'Association nationale des mutilés et invalides de la guerre, de l'Association nationale des combattants et des anciens combattants, de la Confédération des fascistes, des employeurs et des travailleurs , et la Confédération des fascistes, des professionnels et des artistes ;
- le secrétaire du Parti fasciste albanais.

## Fonctions
En 1924, le conseil national, sous la présidence de Mussolini, transforme les milices fascistes en « milices de sûreté nationale ». Le conseil laisse au duce le choix de la date des élections.
Le Conseil national est l'organe collégial le plus large du P.N.F., en effet, d'après les statuts de 1926 qui avaient aboli le Congrès national. Il a exercé les fonctions de conseil sur l'initiative de la Secrétaire du P.N.F. En théorie, le Conseil National du Parti National Fasciste devait prendre place tous les trois mois, cependant, il fut convoqué avec une fréquence beaucoup plus faible.
Le 3 janvier 1939, le conseil, après avoir approuvé les lois raciales, se dit « fermement décidé à poursuivre cette politique ».
À partir de 1939, avec la création de la Chambre des Faisceaux et des Corporations, les membres du Conseil national du Parti national fasciste et le Conseil national des corporations faisaient partie du même corps,,,.

### Archives
- Nuoro. La riunione del Consiglio Nazionale del Partito. I Gerarchi visitano la città, Istituto Luce, 1934.